# 诺曼·安吉尔
拉尔夫·诺曼·安吉尔爵士（Sir Ralph Norman Angell，1872年12月26日—1967年10月7日），英国演讲家、作家、英国工党国会议员，於1934年獲得1933年度的诺贝尔和平奖。民主控制聯盟主要创建者之一， 在皇家国际事务研究所任职，世界反战反法西斯委员会执行委员，國際聯盟協會执行委员会成员。